# Колеватов, Николай Алексеевич
Николай Алексеевич Колеватов (9 февраля 1929 — 4 января 2012, г. Орлов) — педагог, историк, вятский краевед.

## Биография
Родился 9 февраля 1929 года в деревне Усковы Халтуринского района Кировской области в семье крестьянина-бедняка. В 1947 году окончил Халтуринское педагогическое училище, в 1949 году — историческое отделение Кировского учительского института, в 1957 году — с отличием исторический факультет Кировского государственного педагогического института им. В. И. Ленина.
С августа 1949 по март 1950 года работал директором Мудровской семилетней школы Зуевского района Кировской области. С 1950 по 1953 годы — служба в рядах Советской Армии. С ноября 1953 года работал директором Соловецкой, Чудиновской средних школ Халтуринского района, с 1964 по 1989 год — директор средней школы № 1 им. Н. Ф. Зонова города Халтурина, после 1989 года — остался работать в этой школе учителем истории, с 1993 года — заместителем директора по учебной работе.
С 1998 года Николай Алексеевич вышел на заслуженный отдых, но продолжал вести исследовательскую и просветительскую работу.

## Деятельность
Николай Алексеевич более 40 лет занимается изучением родного края, выявил многие имена замечательных земляков, материалы которых опубликованы в 92-х областных и районных газетах.
Автор 14 книг и 10 брошюр, 47 журнальных и около 1000 газетных статей, соавтор 30 книг. Участник 22 Всесоюзных, республиканских научно-практических конференций и педагогических чтений.
Делегат учредительного съезда Всероссийского общества охраны памятников истории и культуры, был избран почётным членом Всероссийского общества охраны памятников истории и культуры. Делегат съезда Союза краеведов России.

### Практические дела
По его инициативе и активном участии:
- Возвращено историческое наименование городу Орлов
- Установлены многие мемориальные доски в Орлове и районе в память Героев Советского Союза Н. Ф. Зонова, С. П. Березина, А. П. Петрова, С. Ф. Мозжерина, Л. Н. Мокерова, М. Г. Шатова, активных участников установления Советской власти в Орлове братьев П. П. и П. П. Капустиных, архитектора И. А. Чарушина, первого председателя укома РКСМ Н. М. Черепанова, увековечены их имена в названиях улиц и переулков города Орлова.
- Установлены мемориальные доски, посвящённые умершим красноармейцам и младшим командиром в госпиталях № 3160, 2436.
- Орловской школе № 1 было присвоено имя Героя Советского Союза Н. Ф. Зонова, в школе были созданы музей истории, Книга памяти[3][4].
- Возвращено прежнее название улице Орловской в городе Орлове
- Разработана методика графического планирования работы школы.
- Разыскан материал о 350 замечательных земляков района.
- Разработана методика создания музея истории школы, методического школьного кабинета.
- Построен мемориал у памятника войнам.

## Награды
Награждён 5 медалями, 20 почетными нагрудными знаками, многими почетными грамотами. Член Союза журналистов России с 1969 года, отличник просвещения РСФСР, отличник гражданской обороны СССР, лауреат Всероссийского конкурса на лучшее журналистское произведение, посвящённое 50-летию Победы в Великой Отечественной войне. Решением Орловской районной Думы в 2004 году Николаю Алексеевичу было присвоено звание «Почётный гражданин Орловского района».

## Список изданных книг
- 1973 год. Их именами названы. Справочное издание. 6 п/л.
- 1978 год. Десантницы. Документальная повесть. 10,0 п/л. Соавтор В. А. Серченков.
- 1980 год. Их именами названы. Справочное издание. 2-е изд., доп., исп., 10,9 п/л.
- 1995 год. В те суровые годы. Халтуринский район в Великой Отечественной войне. 5,58 п/л.
- 1998 год. Орлов. Древние города России. 5,58 п/л.
- 2001 год. Память боевой славы. Орловский район Кировской области. 5,5 п/л.
- 2002 год. Орловские птицеводы. Страницы истории племп.тицехозяйства «Халтуринское». 7,74 п/л.
- 2003 год. Энциклопедия земли Орловской. Знатные люди. 6,0 п/л.
- 2003 год. Энциклопедия земли Орловской. Удостоенные звания заслуженного. 5 п/л.
- 2004 год. Орлов. Древние города России. 2-е изд., доп., испр. 6,5 п/л.
- 2004 год. Энциклопедия земли Орловской. Знатные люди. Кн. 3-я. 7,0 п/л.
- 2004 год. Вековой путь. Страницы истории средней школы № 1 им. Н. Ф. Зонова г. Орлова. 2, 25 п/л.[4]
- 2005 год. Шагнувшие в бессмертие. 9,07 п/л.
- 2007 год. Кузница кадров. Страницы истории Орлово-Вятского сельскохозяйственного колледжа. 6,75 п/л. Соавтор А. А. Гребенкин.
- 2009 год. Орлов. Древние города России. 3-е изд., доп., испр. 9,30 п/л[6]